# Сафаров, Сапарбек Дибирович
Сапарбек Дибирович Сафаров (14 октября 1986, Махачкала, Дагестанская АССР, РСФСР, СССР) — российский боец смешанного стиля, представитель полутяжёлой весовой категории. Выступает на профессиональном уровне начиная с 2010 года, известен по участию в турнирах бойцовских организаций UFC, M-1 Challenge и в других. Чемпион Европы по панкратиону, чемпион России по боевому самбо.

## Карьера
В ноябре 2011 года должен был драться на турнире M-1 Challenge 28 с молодым поляком Томашом Наркуном, но во время процедуры взвешивания между ними произошёл конфликт, они обменялись ударами, в результате чего Наркун отказался от боя, а Сафаров, спровоцировавший конфликт, был исключён из организации. 9 декабря 2016 года техническим нокаутом проиграл Джану Вилланте, а его поединок был удостоен премии за лучший бой вечера.

## Статистика ММА
| Боёв 12  | Побед 9 | Поражений 3 |
| -------- | ------- | ----------- |
| Нокаутом | 6       | 1           |
| Сдачей   | 2       | 2           |
| Решением | 1       | 0           |

| Результат | Рекорд | Соперник             | Способ                                | Турнир                                  | Дата            | Раунд | Время | Место                  | Примечание                                                                     |
| --------- | ------ | -------------------- | ------------------------------------- | --------------------------------------- | --------------- | ----- | ----- | ---------------------- | ------------------------------------------------------------------------------ |
| Поражение | 9–3    | Родолфу Виейра       | Сдача (удушение ручным треугольником) | UFC 248                                 | 7 марта 2020    | 1     | 2:58  | Лас Вегас, США         | Дебют в среднем весе                                                           |
| Победа    | 9–2    | Николае Негумеряну   | Единогласное решение                  | UFC Fight Night 147: Тилл vs. Масвидаль | 16 марта 2019   | 3     | 5:00  | Лондон, Великобритания | Сафарову вычли очко в первом раунде за то, что он постоянно хватался за клетку |
| Поражение | 8–2    | Тайсон Педро         | Сдача (кимура)                        | UFC 221                                 | 11 февраля 2018 | 1     | 3:54  | Перт, Австралия        |                                                                                |
| Поражение | 8–1    | Джан Вилланте        | TKO (удары руками)                    | UFC Fight Night: Льюис — Абдурахимов    | 9 декабря 2016  | 2     | 2:54  | Олбани, США            | Лучший бой вечера                                                              |
| Победа    | 8–0    | Родни Уоллес         | TKO (остановка углом)                 | WFCA 17                                 | 9 апреля 2016   | 2     | 5:00  | Грозный, Россия        |                                                                                |
| Победа    | 7–0    | Гига Кухалашвили     | Сдача (удушающий треугольник)         | ProFC 54                                | 7 сентября 2014 | 1     | 2:13  | Ростов-на-Дону, Россия |                                                                                |
| Победа    | 6–0    | Валдас Поцевичус     | KO (удары руками)                     | Battle of Stars 1                       | 22 декабря 2012 | 1     | 0:00  | Махачкала, Россия      | Дебют в полутяжелом весе                                                       |
| Победа    | 5–0    | Игорь Слюсарчук      | TKO (удары руками)                    | World Ultimate Full Contact             | 24 декабря 2011 | 1     | 2:54  | Махачкала, Россия      |                                                                                |
| Победа    | 4–0    | Игорь Литошик        | TKO (удары руками)                    | M-1 Global                              | 4 июня 2011     | 1     | 3:00  | Киев, Украина          |                                                                                |
| Победа    | 3–0    | Адриен Маллебранш    | TKO (удары руками)                    | M-1 Selection 2011                      | 1 апреля 2011   | 1     | 0:04  | Махачкала, Россия      |                                                                                |
| Победа    | 2–0    | Василий Клепиков     | Сдача (удушение)                      | M-1 Selection 2010                      | 12 февраля 2011 | 1     | 1:18  | Киев, Украина          |                                                                                |
| Победа    | 1–0    | Висампаша Мирзаханов | TKO (удары руками)                    | Legion Fight 5                          | 20 ноября 2010  | 1     | 0:49  | Краснодар, Россия      |                                                                                |